# Awraham-Jehuda Goldrat
Awraham-Jehuda Goldrat (hebr.: אברהם יהודה גולדראט, ang.: Avraham-Yehuda Goldrat, ur. 1912 w Kielcach, zm. 17 czerwca 1973) – izraelski rabin i polityk, w latach 1949–1951 poseł do Knesetu z listy Zjednoczonego Frontu Religijnego.
W wyborach parlamentarnych w 1949 po raz pierwszy i jedyny dostał się do izraelskiego parlamentu.
Był ojcem fizyka Elijjahu.